# 黒田正宏
黒田 正宏（くろだ まさひろ、1947年12月21日 - ）は、兵庫県印南郡大塩町（現・姫路市）出身の元プロ野球選手（捕手）・コーチ、野球解説者・評論家。

## 経歴

### 生い立ち・アマチュア時代
生家は黒田官兵衛の子孫と伝わる。黒田が生まれた頃、生家は薬局を経営しており、薬剤師をしていた母から整腸剤を毎日飲むように言われていたことが強い体の基礎となったと回想している。
中学生の時に本格的に野球を始め、姫路南高校では1年次の1963年からベンチ入り。その時の3年生主砲が切通猛で、凄い筋肉で打球をポンポン飛ばしていた。黒田は一流になるにはあのぐらいの筋力がないといけないのかと思い、足腰を徹底的に鍛えた。切通からは「何でもええから走っとけ」と言われ、野球人生で最初に影響を受けた人になった。この頃は投手もやっていたが、明大時代に杉下茂とバッテリーを組んだ安藤邦夫監督から「お前、肩が強いからキャッチャーやれ」と言われた。同年の夏の甲子園兵庫大会で市立西宮に6-5で敗れて準優勝に終わり、その後の3年間も甲子園出場に届かなかった。ハワイ高校選抜チームが来日した際には兵庫県選抜の正捕手を務め、育英のエース・鈴木啓示とバッテリーを組んだ。
3年次の1965年に第1回ドラフトで阪急ブレーブスから10位で指名され、阪急のチーフスカウトと話した父も「給料がいいぞ、いけいけ」と勧めたが、黒田は大学で野球をしたかったため入団を拒否。安藤の明大の後輩である岡田悦哉が監督を務める首都大学リーグ・大東文化大学からも誘いがあったが、高校卒業後の1966年に法政大学へ進学。1年次の同年から3年次の1968年まで田淵幸一の控え捕手を務め、4年次の1969年から正捕手となる。同年の春季・秋季ともに3割を打ち、秋季では同期のエース・山中正竹とバッテリーを組んで優勝に貢献したほか、同年の第8回アジア選手権日本代表にも選出される。大学同期には山中の他に江本孟紀、堀井和人、佐藤治夫、山田克己、苑田邦夫がいる。
大学卒業後の1970年には、同郷の先輩でコーチをしていた有本義明に誘われ、本田技研に入社。同年の都市対抗に出場し、1回戦の三菱自動車京都戦で本塁打を放ち、チームの本大会初勝利と準々決勝初進出に貢献して注目される。同大会の優秀選手賞を獲得し、同年の社会人ベストナインにも選出された。

### 南海時代
1970年のドラフト6位で南海ホークスに入団。指名後、黒田自身はもう1年社会人で経験を積むことを考えていたために入団を固辞しようとしたが、南海のスカウトで法大の先輩である堀井数男と柚木進から、野村克也選手兼任監督と「会って話をしてほしい」と頼まれ、同年12月に当時住んでいた埼玉県和光市から野村の待つ大阪・難波のステーキ店へ向かい、野村と面談した。野村は「俺は恍惚だから」と話し、将来の正捕手ポストを示唆。黒田は驚きながらも南海入りに一気に傾いた。自身の誕生日である12月21日に入団を表明した。
1971年はオープン戦こそ出場できたが、シーズン開幕後は野村が出続けた。入団当初から野村に「いつでも守れるようにしておけよ」と指示を受けていた。シーズン中のある時に野村が足を痛め、試合後「明日は無理や。準備しとけ」と言われた。黒田は「よーし」と張り切ったが、翌日になると「やっぱり俺が出るわ」と野村が出た。
1972年4月28日の西鉄戦（大阪）で一軍初出場を果たし、以降は野村の控え捕手として下積みを重ね、必ず一軍に帯同した。
1973年には試合中に転倒して右肩を脱臼し、「すぐに診てもらえ!」と野村が手配してくれた病院で診察を終えた後、野村が沙知代夫人と小さい克則を連れて待っていてくれた。普段はぶっきら棒で「見て学べ」という感じの野村であったが、この時は「手術だけはするなよ。戻られへんからな」と言ってくれた。打撃は非力であったが、インサイドワークとキャッチングに優れていた。
1974年には野村が右肘を故障したため36試合に出場したが、2番手は3年先輩の柴田猛で、1975年からは減少に転じる。
1976年からは移籍してきた江夏豊のキャッチボールのパートナーを松本芳之と共に務めた。
1978年には、前年の2番手捕手であった松本や打撃に定評のある和田徹を抑えて正捕手に抜擢される。自己最多の117試合に出場し、1978年7月9日の阪急戦（西宮）で稲葉光雄から初本塁打を放ったほか、リーグ最多の17死球を記録。南海の当時の先発陣には山内新一・藤田学・佐藤道郎らシュートを使って勝負する投手が多く、「やられたら、やり返す」という当時のリーグの風潮から、相手にぶつけたら、ぶつけたチームの捕手が相手投手の標的になるのが暗黙のルールであり、「私が逃げれば味方の投手が遠慮して腕を振れなくなる」として、あえてボールをかわさなかったことが背景にある。胸にボールが当たることを避けるため、投手側の左肩を開かないようにしていた。ロッテ戦で村田兆治の球を左脇腹に受け、肋骨を3本折った際は、知り合いの医者に頼み、骨を動かしてテーピングをしただけで出場を強行した。
1979年には伊藤勲との併用になり、右肘の故障で出番を減らす。
1980年には香川伸行の加入で競争が激化して出場機会が減少するが、同年6月19日の阪急戦（大阪）では盗塁の名手・福本豊が試みた3度の二盗を全てアウトにしており、福本自身がたびたび回想している。7月降は併用状態となり、1981年は若手の吉田博之も台頭すると、オフの12月にはトレードを通告される。

### 西武時代
1982年のキャンプイン直前、根本陸夫管理部長の要望で、山下律夫・山村善則との交換トレードで片平晋作と共に西武ライオンズへ移籍。1981年まで南海は西武にシーズン通算対戦成績で勝ち越していたが、正捕手・黒田の移籍後は負け越しが続き、勝ち越したのは親会社がダイエーになった22年後の2003年シーズンであった。大石友好・伊東勤と併用され、1982年と1983年には2年連続リーグ優勝に貢献し、1983年5月23日の南海戦（西武）では山内孝徳から移籍後初本塁打を放った。中日との日本シリーズは全6戦中4戦、巨人との日本シリーズでは全7戦中3戦で先発マスクを被ったが、広岡達朗監督は森昌彦コーチの助言を受け第4戦以降、巨人のベンチに癖を読まれていた黒田と大石に代えて伊東をスタメン捕手に起用し、日本一となった第7戦はフル出場した。1982年の第1戦（10月23日・ナゴヤ）では小松辰雄からの先制2点適時打を含む2安打3打点と打撃でも活躍し、2年連続チーム日本一に力を添えた。
1984年にはシーズン開幕直後の4月11日、日本ハム戦（後楽園）の7回裏に大宮龍男が三ゴロを打った際、バットが真っ二つに折れ、その片方が黒田の左側頭部を直撃。意識を失って病院に運ばれたが、幸い骨や脳組織に異常はなく、4針を縫い、数日の検査入院だけで済んだ。当時、黒田を含む捕手の多くがヘルメットを着用せず、通常の帽子を反対に被り、その上からマスクをつけているだけであった。また、下田武三コミッショナーがバットの調査を開始し、素材であるアオダモの品質低下が判明。捕手のヘルメット着用が義務づけられた。黒田は傷口の腫れを抑えるために夜は寝ることを禁止され、まぶたが閉じるのを必死で抑えていた。入院3日目に広岡監督が見舞いにきて「明日、ベンチに入れるからな。球場に来い」と言われた。リハビリに入るものだと思っていた黒田は、そのまま現場復帰させられた。1ヶ月後の5月11日には近鉄戦（西武）で鈴木啓示から本塁打を放つが、結局、同年は伊東が定位置を獲得したことで出場機会を失う。この年には移籍してきた江夏と主に組むが、江夏からは「リードの基本はアウトコースのストレート3つ。これで三振をとるのがいいんやで」とヒントを与えられ、迷ったら、原点に立ち返ればいいんだという助言を生かした黒田のリードは円熟味を増していった。
1985年には退団した森に替わる一軍バッテリーコーチに選手兼任で就任し、2年ぶりのリーグ優勝に貢献するが、選手としての出場はゼロとなった。同年引退。

### 引退後
引退後も西武に残り、監督として西武に復帰した森の下で一軍バッテリーコーチ（1986年 - 1987年）→一軍作戦兼バッテリーコーチ（1988年 - 1989年）を務め、4年連続リーグ優勝と3年連続日本一に貢献。黒田は当初、二軍のコーチか、アメリカ留学の選手を引率するコーチが希望であったが、根本からは「駄目!お前はずっと一軍におれ。そんな、二軍でせんでええから、今のままおれ。勉強せえ!」と断られている。根本は専任コーチ就任後にはまず「ラグビーの練習も見てこいよ」と言ったほか、1986年の春季キャンプでは同じ宿舎に泊まっていて、黒田は毎晩、部屋に呼ばれた。根本は黒田のために、「これ見て、勉強せえ」と段ボール一杯に入った資料を用意したが、中身はメジャーリーガーのフォームの写真や色んな記事をコピーしたものなどであった。実際に役に立ったが、夜のミーティングで必勝法と必敗法を勉強した後に必ず呼ばれたため、終わるまで晩酌できなかった。埼玉県所沢市小手指町にある根本の自宅から、すぐ近くの所に黒田は住んでいたため、シーズン中も「車を置いたらすぐ家に来い」と命じられて飛んで行った。話が終わると食事を勧められ、黒田は「でも家でつくっていますよ」と遠慮すると、根本は「じゃあ、嫁におかず持ってこさせ」と無茶を言った。夫人が用意する割下に牛乳が入る独特の風味のすき焼きを断る訳にもいかず、すき焼きが寿司になる日もあれば、ビールまで出してもらう日もあった。それでも常に野球の話が尽きなかったが、飲食を共にする親密な関係は根本家に限られた。コーチ専任後も現役時から師弟関係にあった伊東を指導し、黒田はマネージャーに頼んで、新幹線移動の際、伊東の座席を必ず主力投手と隣同士にさせた。そうすることで投手との信頼関係が築かれていき、配球の勉強と同時に、気持ちが通じ合うことの大切さを教えた。伊東は「人間的にも尊敬すべき人でいろいろ相談に乗ってもらいました。森さんに言えない事も黒田さんに相談していました。配球について聞くこともありましたが「配球は俺がどうこう言うことじゃなくて自分で作っていくもんや」とよく言われました。「キャッチャーの師匠は誰か」と聞かれれば間違いなく黒田さん」と述べている。また「捕手はどうしても当てられる」と死球のダメージを最小限に抑えるための避け方を教え、1986年の広島との日本シリーズ第6戦（10月25日・広島市民）で伊東は投球を左頬に受けたが、翌26日も先発出場して27日の第8戦で日本一を決めた。
1990年からは監督に就任した田淵の招聘でダイエーヘッドコーチに就任するが、田淵と仲たがいし、1991年退団。在任中は球団首脳から『門田をホークスに戻せないか?』と相談を受け、オリックスに移籍した門田博光と上田利治監督に連絡し、門田のホークス復帰に漕ぎ着けた。
ダイエー退団後はラジオ大阪「バファローズナイター・ドラマティックナイター」解説者・サンケイスポーツ評論家（1992年 - 1998年）を経て、阪神で一軍バッテリーコーチ（1999年 - 2000年）→球団本部付部長（2001年 - 2002年）→編成部長（2003年 - 2010年）→シニアアドバイザー（2011年 - 2012年）→ヘッドコーチ（2013年 - 2014年）を歴任。
1998年夏頃、取材で甲子園を訪れていた際、野村から、試合後村山実の通夜に向かう為、車に乗せて欲しいと依頼。その車中で阪神から翌年からの監督要請を極秘で受けていることを黒田にのみ話していた。受諾後、直々にヘッドコーチ打診を受け内諾していた。（結果、一軍バッテリーコーチとなった。）阪神時代は野村の懐刀として気さくな人柄でコミュニケートし、矢野燿大が急成長した。編成部長時代には鳥谷敬らの入団交渉を担当し、戦力補強に尽力した。ヘッドコーチとして現場復帰すると、和田豊監督が打撃部門を見る時間が長いため必然的にバッテリー部門を任され、梅野隆太郎に西武時代の伊東に行ったような英才教育を施した。投手の指導にも定評があり、岩田稔の捕手からの返球を捕った際に捕手に背中を向けてしまう癖が気になり、岩田に「返球を受けてすぐにサインを見るようにしてはどうか?」と助言。みるみるリズムが良くなった岩田はシーズン最後までローテーションを守り、躍進の原動力となった。2014年の開幕前には中村勝広ゼネラルマネージャーから突如、ドラフト1位の岩貞祐太の状況確認のため「安芸二軍キャンプを視察してきてくれ」と要望があり、安芸へ向かった。一軍ヘッドコーチがキャンプ地を離れるのは異例のことであったが、そこで平田勝男二軍監督から「いいのがいます」と報告されて岩崎優を発掘し、大急ぎで和田に報告し、オープン戦の登板を勧めた。
阪神退団後の2015年からはTigers-ai解説者・サンケイスポーツ評論家、2016年からはサンテレビでも解説を務める。

## エピソード
- 西武時代は大久保博元の仲人を務めたことがあるが、黒田のダイエーヘッドコーチ就任後、西武の首脳陣は、黒田と親しい関係であった大久保が「チームの内情をバラすかもしれない」と疑った[31]。
- 南海時代、大阪のスナックに客として来た際、アルバイトしていた下積み時代の島田洋七と家族ぐるみの付き合いが始まり、西武移籍後は島田に「空気がいいから」と西武球場の近くを勧め、島田は佐賀に転居するまで暮らした[32]。
- 南海時代は「ミスター要領」と呼ばれるほど要領が良く、師匠の野村も著書の中で「如才がないといおうか、世渡り上手といおうか、人事も含めて、これほど機をみるに敏な男も珍しい。大きな薬局の息子だが、商人の血がそうさせるのか。」と書くほどであった[33]。

## 詳細情報

### 年度別打撃成績
| 年 度      | 球 団      | 試 合 | 打 席 | 打 数 | 得 点 | 安 打 | 二 塁 打 | 三 塁 打 | 本 塁 打 | 塁 打 | 打 点 | 盗 塁 | 盗 塁 死 | 犠 打 | 犠 飛 | 四 球 | 敬 遠 | 死 球 | 三 振 | 併 殺 打 | 打 率 | 出 塁 率 | 長 打 率 | O P S |
| ---------- | ---------- | ----- | ----- | ----- | ----- | ----- | -------- | -------- | -------- | ----- | ----- | ----- | -------- | ----- | ----- | ----- | ----- | ----- | ----- | -------- | ----- | -------- | -------- | ----- |
| 1972       | 南海       | 4     | 2     | 2     | 0     | 0     | 0        | 0        | 0        | 0     | 0     | 0     | 0        | 0     | 0     | 0     | 0     | 0     | 0     | 0        | .000  | .000     | .000     | .000  |
| 1973       | 南海       | 4     | 0     | 0     | 0     | 0     | 0        | 0        | 0        | 0     | 0     | 0     | 0        | 0     | 0     | 0     | 0     | 0     | 0     | 0        | ----  | ----     | ----     | ----  |
| 1974       | 南海       | 36    | 13    | 13    | 0     | 1     | 0        | 0        | 0        | 1     | 1     | 0     | 0        | 0     | 0     | 0     | 0     | 0     | 3     | 1        | .077  | .077     | .077     | .154  |
| 1976       | 南海       | 15    | 9     | 9     | 1     | 2     | 0        | 0        | 0        | 2     | 1     | 0     | 0        | 0     | 0     | 0     | 0     | 0     | 3     | 1        | .222  | .222     | .222     | .444  |
| 1977       | 南海       | 8     | 6     | 5     | 0     | 1     | 0        | 0        | 0        | 1     | 0     | 0     | 0        | 0     | 0     | 0     | 0     | 1     | 1     | 0        | .200  | .333     | .200     | .533  |
| 1978       | 南海       | 117   | 333   | 283   | 22    | 52    | 8        | 0        | 4        | 72    | 14    | 1     | 2        | 8     | 2     | 23    | 0     | 17    | 46    | 6        | .184  | .283     | .254     | .537  |
| 1979       | 南海       | 63    | 164   | 142   | 9     | 27    | 4        | 0        | 3        | 40    | 12    | 1     | 2        | 7     | 1     | 6     | 0     | 8     | 20    | 2        | .190  | .261     | .282     | .543  |
| 1980       | 南海       | 101   | 252   | 209   | 24    | 52    | 5        | 0        | 5        | 72    | 21    | 2     | 4        | 9     | 0     | 31    | 0     | 3     | 35    | 2        | .249  | .354     | .344     | .698  |
| 1981       | 南海       | 79    | 180   | 160   | 12    | 33    | 7        | 0        | 2        | 46    | 7     | 1     | 0        | 4     | 0     | 9     | 0     | 7     | 25    | 4        | .206  | .278     | .288     | .566  |
| 1982       | 西武       | 70    | 141   | 127   | 5     | 27    | 3        | 0        | 0        | 30    | 3     | 0     | 1        | 6     | 0     | 6     | 0     | 2     | 20    | 3        | .213  | .259     | .236     | .495  |
| 1983       | 西武       | 64    | 149   | 130   | 15    | 20    | 1        | 0        | 1        | 24    | 5     | 1     | 1        | 4     | 1     | 13    | 0     | 1     | 22    | 1        | .154  | .234     | .185     | .419  |
| 1984       | 西武       | 25    | 56    | 47    | 8     | 7     | 2        | 0        | 1        | 12    | 5     | 0     | 0        | 3     | 0     | 5     | 0     | 1     | 8     | 2        | .149  | .245     | .255     | .501  |
| 通算：12年 | 通算：12年 | 586   | 1305  | 1127  | 96    | 222   | 30       | 0        | 16       | 300   | 69    | 6     | 10       | 41    | 4     | 93    | 0     | 40    | 183   | 22       | .197  | .281     | .266     | .547  |

- 各年度の太字はリーグ最高

### 年度別守備成績
| 年 度 | 捕手 | 捕手   | 捕手   | 捕手   | 捕手   | 捕手 |
| 年 度 | 試合 | 企図数 | 許盗塁 | 盗塁刺 | 阻止率 |      |
| ----- | ---- | ------ | ------ | ------ | ------ | ---- |
| 1972  | 4    | 0      | 0      | 0      | -      |      |
| 1973  | 1    | 0      | 0      | 0      | -      |      |
| 1974  | 31   | 11     | 7      | 4      | .364   |      |
| 1976  | 8    | 2      | 2      | 0      | .000   |      |
| 1977  | 8    | 2      | 2      | 0      | .000   |      |
| 1978  | 116  | 126    | 81     | 45     | .357   |      |
| 1979  | 63   | 61     | 42     | 19     | .311   |      |
| 1980  | 101  | 106    | 75     | 31     | .292   |      |
| 1981  | 79   | 75     | 51     | 24     | .320   |      |
| 1982  | 68   | 48     | 32     | 16     | .333   |      |
| 1983  | 64   | 51     | 41     | 10     | .196   |      |
| 1984  | 25   | 26     | 17     | 9      | .346   |      |
| 通算  | 568  | 508    | 350    | 158    | .311   |      |

### 記録
- 初出場：1972年4月28日、対近鉄バファローズ4回戦（大阪スタヂアム）、8回表に捕手として出場
- 初先発出場：1973年5月15日、対近鉄バファローズ3回戦（日生球場）、5番・右翼手として先発出場（偵察要員：門田博光と交代）
- 初安打・初打点：1974年8月11日、対近鉄バファローズ後期8回戦（日生球場）、4回表に橘健治から
- 初本塁打：1978年7月9日、対阪急ブレーブス後期3回戦（阪急西宮球場）、5回表に稲葉光雄から
- 初盗塁：1978年7月18日、対日本ハムファイターズ後期4回戦（明治神宮野球場）

### 背番号
- 13 （1971年 - 1973年）
- 33 （1974年）
- 39 （1975年 - 1985年）
- 91 （1986年）
- 85 （1987年 - 1991年）
- 75 （1999年 - 2000年）
- 84 （2013年 - 2014年）